# Fakulta protestantské teologie v Paříži
Fakulta protestantské teologie v Paříži (faculté de théologie protestante de Paris) je jednou ze dvou fakult Protestantského teologického institutu. Druhá protestantská teologická fakulta sídlí v Montpellier.

## Charakteristika
Poskytuje vysokoškolské vzdělání pastorům reformovaných a luteránských denominací, zejména těch ze Sjednocené protestantské církve ve Francii, přijímá též studenty prostřednictvím mnohostranných výměn s jinými univerzitami. Na fakultě lze studovat v bakalářském, magisterském a doktorském programu. Od roku 2008 umožňuje smlouva s Fakultou protestantské teologie ve Štrasburku, státní univerzitou, státem uznávané bakalářské tituly. Sídlí ve 14. pařížském obvodu na adrese 83, boulevard Arago.

## Historie
Po uzavření Frankfurtského míru 10. května 1871, které vedlo ke ztrátě Alsaska-Lotrinska, musela být nahrazena protestantská teologická fakulta ve Štrasburku. Stát, který byl zřizovatelem fakulty, převedl fakultu do Paříže. Vyhláška z 27. března 1877 stanovila, že smíšená fakulta protestantské teologie, jejíž sídlo bylo ve Štrasburku, bude přemístěna do Paříže.
Fakulta byla otevřena v listopadu 1877 a byli jmenováni dva řádní profesoři protestantských teologických kateder ve Štrasburku, Frédéric Lichtenberger, který se stal děkanem, a Auguste Sabatier. Na začátku akademického roku je doplnili čtyři vyučující. V roce 1879 se k nim připojili dva profesoři přímo jmenovaní vládou, Ariste Viguié a Gaston Bonet-Maury.
Po dva akademické roky fakulta obývala bývalé prostory collège Rollin na Rue Lhomond. V roce 1878 ministerstvo pro veřejné vyučování získalo komplex budov na rohu Boulevard Arago a Rue du Faubourg-Saint-Jacques za účelem umístění nové fakulty a nechalo zde postavit posluchárnu. Nové budovy byly slavnostně otevřeny dne 7. listopadu 1879 Julesem Ferrym. Na škole studovalo 22 studentů v roce 1877 a 30 studentů v roce 1882.
Do roku 1905 byla fakulta součástí Pařížské univerzity. Po oddělení církve od státu v roce 1905 přešla pod správu protestantských církví a přijala titul „svobodná fakulta protestantské teologie".
V roce 1973 se protestantské teologické fakulty v Paříži a Montpellier spojily, čímž vznikl Protestantský teologický institut.

### Doktoři honoris causa
- James H. Cone, americký teolog
- Madeleine Barot, generální sekretářka instituce Cimade, nesoucí titul Spravedlivý mezi národy
- André Encrevé, profesor moderní historie, Univerzita Paříž XII
- Élisabeth Labrousse, filozofka a historička reformace
- Jean Zumstein, teolog a profesor teologie na univerzitě v Curychu

## Bývalí učitelé a studenti

### Bývalí učitelé
- Olivier Abel (1953-), profesor
- Raoul Allier (1862-1939), profesor
- Jean Baubérot, profesor moderních protestantských dějin
- Gaston Bonet-Maury (1842-1919), profesor
- Marianne Carbonnier-Burkard (1949-), profesor
- Maurice Carrez (1922-2002), profesor Nového zákona a řecké biblistiky
- Georges Casalis (1917-1987), student, profesor
- Oscar Cullmann (1902-1999), student, profesor
- Jean-Daniel Dubois (1946-), profesor starých církevních dějin
- André Dumas (1918-1996), profesor filozofie a etiky
- Philippe de Félice (1880-1964), profesor
- Laurent Gagnebin (1939-), profesor
- Maurice Goguel (1880-1955), profesor
- André Jundt, (1877-1947), profesor luterské dogmatiky
- Auguste Lecerf (1872-1943), profesor reformované dogmatiky
- Frédéric Lichtenberger (1832-1899) profesor
- Adolphe Lods, (1867-1948), profesor Starého zákona, Académie des inscriptions et belles lettres
- Marc Lods (1908-1988) profesor
- Louis Massebieau (1840-1904), pomocný profesor, École des hautes études
- Pierre Maury (1890-1956), profesor
- Eugène Ménégoz (1838-1921), profesor
- Étienne Meyer (1895-1991), ředitel semináře fakulty
- Wilfred Monod (1867-1943), profesor
- André Parrot (1901-1980), učitel hebrejského jazyka a literatury (1937-1949)
- Jacques-Noël Pérès (1949-), profesor
- Raphaël Picon (1968-2016), profesor
- Frank Puaux (1844-1922), profesor
- Paul Ricoeur (1913-2005), profesor filozofie
- Auguste Sabatier (1839-1901), profesor
- Françoise Smyth-Florentin (1931-), profesor
- Richard Stauffer (1921-1984), profesor a vedoucí studií na École pratique des hautes études
- John Viénot (1859-1933), profesor historie
- Ariste Viguié (1827-1890), profesor

### Bývalí studenti
- Paul Arnal (1871-1950), pastor a speleolog
- Marc Boegner (1881-1970), pastor, prezident Protestantské federace Francie
- Pierre Courthial (1914-2009), pastor a teolog
- Henri Roser (1899-1981), pastor, prezident Mezinárodního hnutí za usmíření
- Laurent Schlumberger (1957-), bývalý prezident Spojené protestantské církve ve Francii
- Emmanuelle Seyboldt (1970-), prezidentka Sjednocené protestantské církve ve Francii
- Alfred Wautier d'Aygalliers (1887-1943), pastor
- Charles Wagner (1852-1918), pastor